# 纪伯伦博物馆

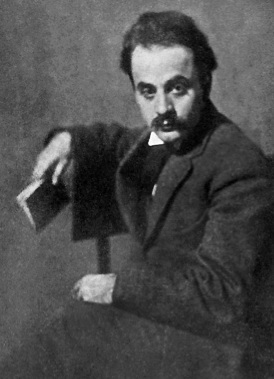
哈利勒·纪伯伦

纪伯伦博物馆（英语：Gibran Museum；阿拉伯语：متحف جبران خليل جبران），原马尔萨尔基斯修道院（Monastery of Mar Sarkis），是一个关于 黎巴嫩作家、哲学家和艺术家哈利勒·纪伯伦的传记博物馆，位于黎巴嫩北部省卜舍里，距离贝鲁特120（75英里）。
自7世纪以来，这里是一个古老的洞穴，许多隐士都在这里避难。到17世纪末，卜舍里人将在16世纪建造的现有建筑和周围的橡树林提供给加尔默罗会神父，当时他们和圣以利沙修道院的修士一起住在卡迪沙山谷（Qadisha valley）。 
1862年，加尔默罗会神父逐渐建造了修道院。1908年，一些修士搬到卜舍里，开始建造圣若瑟修道院，而其他修士仍留在山谷中照顾整个财产。
1926年，还在纽约时，纪伯伦表达了从加尔默罗会神父手中购买隐修院、修道院和毗邻森林的愿望，作为他的隐居和最后的安息之地。他于1931年4月10日去世。1931年8月22日，纪伯伦的遗体运抵卜舍里。他的妹妹马里亚娜，买下了修道院和毗邻的土地，从而履行了她哥哥埋葬于此的意愿。
纪伯伦博物馆创建于1935年，有440幅纪伯伦的画作和他的坟墓。还包括他住在纽约市时工作室的家具和物品，以及私人手稿。1975年，纪伯伦全国委员会修复并扩建修道院，以容纳更多的展品，并在1995年再次扩建。1995年8月15日，博物馆重新向公众开放，展出来自纽约公寓的家具、纪伯伦的笔记本、他的个人图书馆，以及展出的物品和绘画。所有这些杰作陈列在博物馆三层楼的16个房间，最后通到纪伯伦的坟墓。
罕见的是纪伯伦的画，签名，没有标题。他常说：“愿景（Vision）不能被冠以标题”。对于那些想知道他为什么不在画上签名的人，他回答说“无论在哪里看到，都能认出是我的画”。
纪伯伦自认并不属于某个特定的流派。他总是试图补充各种趋势和风格，以创造自己的世界，此外，他曾多次说：“我是形式的创造者。”
34°14′59″N 36°1′8″E / 34.24972°N 36.01889°E